# Isin

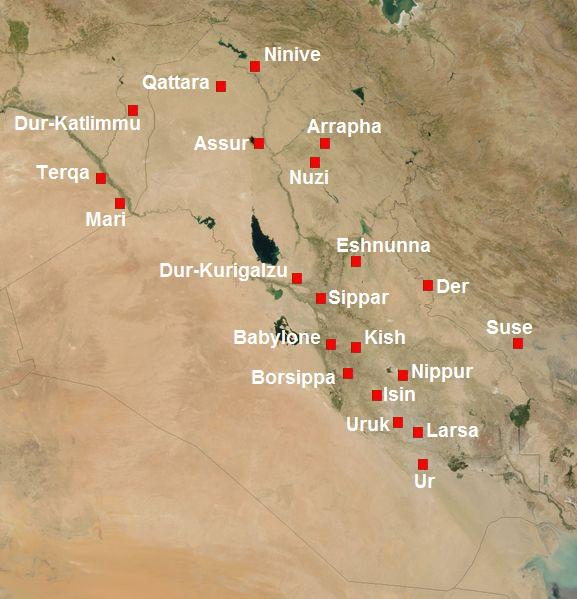
Mapa południowej Mezopotamii w II tys. p.n.e. z zaznaczonym miastem Isin

Isin – starożytne miasto w południowej Mezopotamii, nad rzeką Eufrat, które największe znaczenie zyskało w XX wieku p.n.e. będąc stolicą państwa I dynastii z Isin; obecnie stanowisko archeologiczne Al-Bahrijjat w Iraku.

## Dynastie królewskie z Isin
- I dynastia z Isin (ok. 2017-1794 p.n.e.)
- II dynastia z Isin (IV dynastia z Babilonu) (ok. 1157-1027 p.n.e.)